# (548) Kressida
(548) Kressida – planetoida z pasa głównego asteroid okrążająca Słońce w ciągu 3 lat i 165 dni w średniej odległości 2,28 j.a. Została odkryta 14 października 1904 roku w Landessternwarte Heidelberg-Königstuhl w Heidelbergu przez Paula Götza. Nazwa planetoidy pochodzi od Kresydy, trojańskiej księżniczki, bohaterki tragedii Troilus i Kresyda autorstwa Williama Szekspira. Przed jej nadaniem planetoida nosiła oznaczenie tymczasowe (548) 1904 PC.